# 병꽃나무속
병꽃나무속(학명: Weigela)은 인동과 애기병꽃아과에 속한 속이다. 6개 ~ 38개의 종이 속한다. 병꽃나무속에 속한 종들은 키 1 ~ 5 m의 낙엽 관목으로 모두 동아시아에 자생한다. 병꽃나무속의 학명은 독일의 과학자 크리스티안 에렌프리트 바이겔의 이름을 땄다.

## 특징
잎은 5 ~ 15 cm 길이로 끝이 뾰족한 계란형·타원형이고 가장자리가 톱니 모양이다.
꽃은 2 ~ 4 cm 길이로 꽃부리는 흰색, 분홍색, 붉은색, 드물게는 노란색의 다섯 잎이며 산방화로 초여름에 핀다.
열매는 마른 꼬투리 안에 날개 달린 작은 씨가 여럿 들어 있다.

## 화석 기록
덴마크 실케보르 근처 파스테르홀트 지역의 마이오세 중기 지층에서 †Weigela srodoniowae의 화석 씨앗과 열매 단편이 발견된 바 있다.

## 원예
서양의 정원에 처음 수집된 종인 붉은병꽃나무는 중국 북부, 한국, 만주에 분포하며 로버트 포춘이 발견하여 1845년에 잉글랜드에 들여왔다. 일본이 서양에 문호를 개방한 뒤, 유럽의 식물 수집가들은 1850 ~ 1860년대에 병꽃나무속의 여러 종을 ‘발견’하여 채집해 갔다. 현지 주민들에게는 이미 잘 알려진 식물들이었다.

## 하위 분류

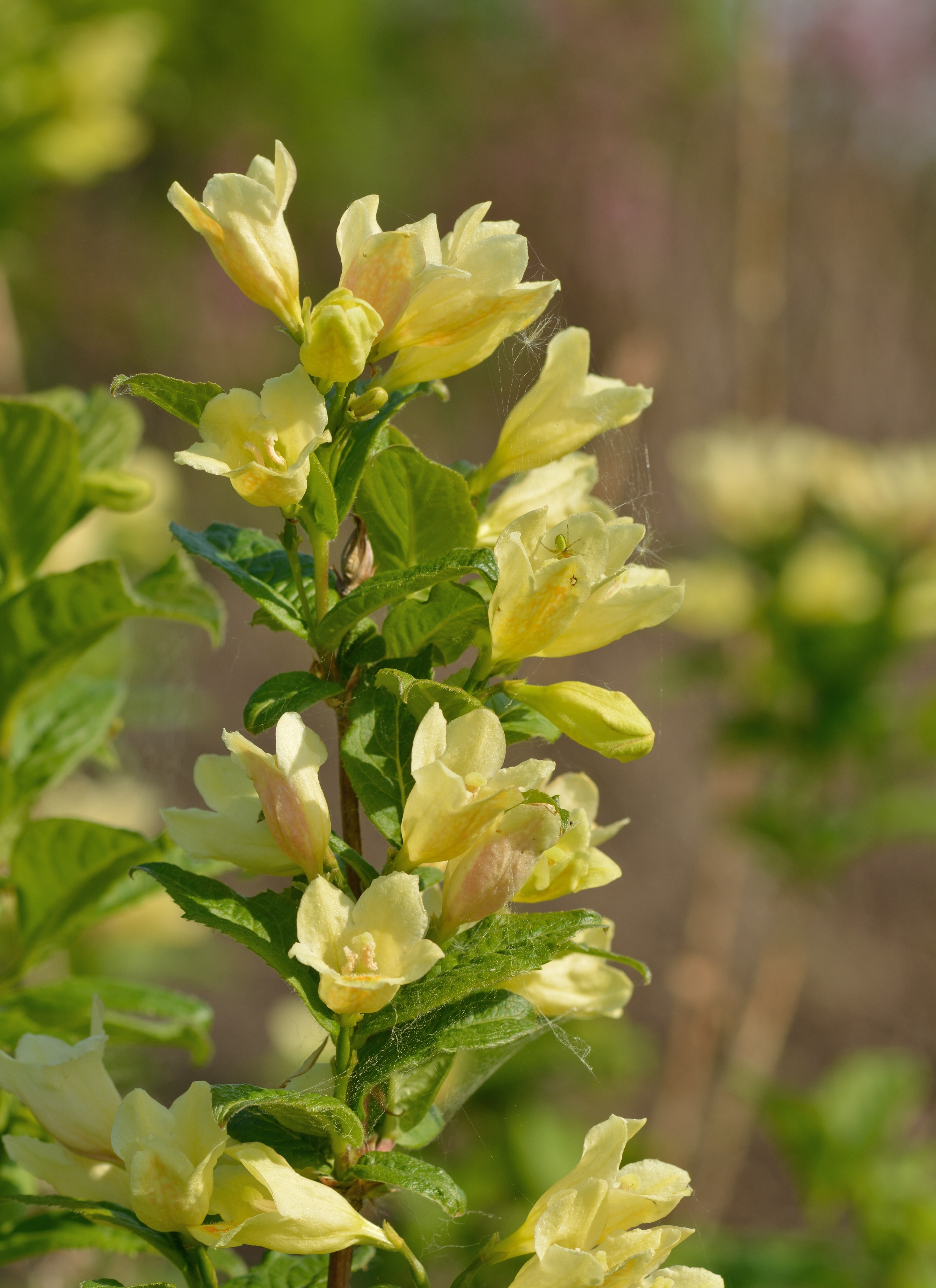
Weigela middendorffiana

1. 일본병꽃나무 Weigela coraeensis Thunb.[6]
2. Weigela decora (Nakai) Nakai[6]
3. Weigela floribunda (Siebold & Zucc.) K.Koch[6]
4. 붉은병꽃나무 Weigela florida (Bunge) A.DC.[6]
5. Weigela × fujisanensis (Makino) Nakai[6]
6. 골병꽃나무 Weigela hortensis (Siebold & Zucc.) K.Koch[6]
7. Weigela japonica Thunb.[6]
8. Weigela maximowiczii (S.Moore) Rehder[6]
9. Weigela middendorfiana (Carrière) K.Koch[6]
10. Weigela sanguinea (Nakai) Nakai[6]
11. Weigela suavis (Kom.) L.H.Bailey[6]
12. 병꽃나무 Weigela subsessilis (Nakai) L.H.Bailey[6]

## 같이 보기
- 소영도리나무 Weigela praecox
- 산소영도리나무 Weigela praecox var. pilosa